# Linea 2 (metropolitana di Valencia)
La Linea 2 della metropolitana di Valencia è stata inaugurata il 6 marzo 2015 nella città di Valencia. La linea, che non comprende nuove stazioni, è stata creata durante la ristrutturazione della rete di trasporto pubblico della città. Ha rimpiazzato il ramo della linea 1 che andava fra le stazioni di Llíria e Torrent.

## Storia
Originariamente la linea 2 fu inaugurata assieme al resto del sistema nel 1988 e percorreva il tratto fra Llíria e Villanueva de Castellón. Il 16 settembre 1999, la linea 2 cessò di esistere quando fu unita con la linea 1.
L'origine della linea deriva dalle vecchie linee trenet che collegavano le stazioni: Valencia - Pont de Fusta con Llíria (zona Nord) e Valencia - Jesús a Torrent (zona Sud). Il vecchio tracciato del percorso ferroviario della linea Llíria insieme alla linea Bétera partiva dalla stazione di Empalme dove entrambe le linee si univano alla stazione di Pont de Fusta, utilizzando la stessa piattaforma che oggi viene utilizzata per la linea 4 del tram che attraversa i quartieri di Benicalap e Marchalenes. I viaggiatori provenienti da Llíria e Bétera possono raggiungere la stazione di Pont de Fusta cambiando gratuitamente con la linea 4 della Metrovalencia alla stazione di Empalme. D'altra parte, il vecchio percorso della linea di Torrent correva in superficie lungo lo stesso percorso che oggi circola sottoterra della metropolitana dalla stazione di Sant Isidre alla vecchia stazione Jesús.
Inizialmente, i rami di Bétera e Llíria erano gestite congiuntamente. Tuttavia, dalla costruzione del tunnel passante sotto Valencia tra Empalme e Sant Isidre nel 1988, è stato deciso di gestirli in modo indipendente. La diramazione per Llíria divenne nota come linea 2, identificata con il colore verde. Successivamente, nel 1998, si è deciso di riunire entrambe le diramazioni in un'unica linea.
Nel novembre 2014 Metrovalencia ha annunciato un rimodellamento dell'intera rete che sarebbe entrato in vigore nel marzo 2015. Queste modifiche hanno comportato la riapertura della vecchia linea 2, scegliendo per questa il colore rosa, poiché il vecchio colore verde veniva utilizzato dalla linea 5.
Ad aprile sono stati appaltati i lavori di una nuova fermata e la duplicazione dei binari nel poligono di Fuente del Jarro. 

## La linea T2
Prima della ristrutturazione della rete del 2015, la linea T2 ha dato il nome a una linea tranviaria (di superficie e sotterranea) che era in costruzione e progettazione dal 2000, chiamata T2 fino al marzo 2018, rinominata Linea 10 per evitare confusione con la già esistente Linea 2. Attualmente, parte di questa linea costituisce la linea 10, inaugurata il 17 maggio 2022.